# Grzegorz Krejner
Grzegorz Krejner (Żyrardów, 25 de febrero de 1969) es un deportista polaco que compitió en ciclismo en la modalidad de pista, especialista en las pruebas de velocidad y contrarreloj.
Ganó una medalla de bronce en el Campeonato Mundial de Ciclismo en Pista de 2001 y una medalla de plata en el Campeonato Europeo de Ómnium de 2004.
Participó en cuatro Juegos Olímpicos de Verano, entre los años 1992 y 2004, ocupando el sexto lugar en Atlanta 1996 y el séptimo lugar en Sídney 2000, en ambas ocasiones en la prueba del kilómetro contrarreloj.

## Medallero internacional
| Campeonato Mundial | Campeonato Mundial | Campeonato Mundial | Campeonato Mundial |
| Año                | Lugar              | Medalla            | Competición        |
| ------------------ | ------------------ | ------------------ | ------------------ |
| 2001               | Amberes ( Bélgica) | Medalla de bronce  | 1 km contrarreloj  |
| Campeonato Europeo |                    |                    |                    |
| Año                | Lugar              | Medalla            | Competición        |
| 2004               | Valencia ( España) | Medalla de plata   | Ómnium esprint     |

1. ↑  Campeonato Europeo realizado sólo para la disciplina de ómnium.
2. ↑  Variedad de ómnium que incluía cuatro pruebas de esprint: 200 m vuelta lanzada, keirin, eliminación y velocidad individual.